# Région de Coquimbo
La région de Coquimbo  au Chili est située entre la région d'Atacama au Nord, l'Argentine à l'Est et la région de Valparaíso au Sud. Superficie  40 580 km² ; population de 603 210 habitants en 2003, densité moyenne 15 h/km².

## Histoire
Peuplée par les Indiens diaguitas, elle fit partie de l'Empire Inca jusqu'à l'arrivée des Espagnols au XVIe siècle. Elle devint province chilienne à l'indépendance en 1810.

## Géographie
Plusieurs biotopes se retrouvent dans la région d'Atacama.

### Le désert côtier
Cet écosystème comporte une zone fortement influencée par le courant froid de Humboldt et par la brume côtière (la camanchaga) qui en augmentant l'humidité de l'air, permet le développement d'une rare flore composée de cactus echinopsis et de copiapoa.
On trouve sur la zone côtière des oiseaux spécifiques des bords de mer telle la mouette (Larus modestus), le pilpilén (Haemotopus palliatus), le cormoran guanay (Phalacrocorax bougainvilii), un petit échassier le zarapito (Numius phaeopus).
Les colonies de manchots de Humboldt (Speniscus humboldti) sont assez fréquentes, ainsi que des mammifères marins telle la loutre (Lontra felina), et les loups de mer.
On rencontre aussi des petits reptiles comme Tropidurus tarapacensis et des salamandres telle (Homonota gaudichaudi)
Au nord de l'embouchure du rio Limari se trouve le parc national Bosque de Fray Jorge ; c'est un biotope exceptionnel où l'on rencontre des végétaux inhabituels sous cette latitude. (la flore est comparable à celle de  Valdivia 1 000 km plus au sud.
Cette flore n'existe que grâce à une forte nébulosité côtière.

### La steppe intérieure
Elle est constituée d'une alternance de montagnes et de vallées avec une végétation basse et xérophile (Opuntia atacamensis""), (Erosyce rodentiophila"").
L'extrême irrégularité des précipitations a favorisé  une flore spécialisée et fortement adaptée, tel le chañar (Geoffroea decorticans"") et le chagual (Puya spp).
Tous les 10 ans environ entre août et novembre lors du phénomène El Niño on assiste à des pluies importantes qui conduisent à une explosion végétale connue sous le nom de "désert fleuri" avec entre autres les añañucas (Rodophiala spp), la garra de leon (Leontrochir ovallei) belle fleur rouge.
La faune se compose d'insectes, de reptiles comme l'iguane (Callopistes palluma) et le lézard (Lagartija lemniscata); de rapaces comme l'aigle (Buteo polyosoma); des mammifères comme le renard gris (Pseudalopex griseus) le chinchilla (Chinchilla lanigera).

### Steppe alto-andine
Elle se situe entre 3 500 m et 6 000 m d'altitude, on y retrouve une faune et une flore comparable à celle de l'altiplano de la région d'Atacama (voir l'article), notons la présence du condor des Andes (Vultur gryphus) ainsi que de nombreux oiseaux propres à la cordillère comme : (Cinclodes spp), (Muscisaxicola).
Les températures moyenne de cette zone évoluent entre 4 °C en juin / juillet et 16 °C en décembre / janvier. Les précipitations (sous forme de neige en altitude) atteignent 1 000 mm par an (principalement de mai à aout) et contrastent avec la zone côtière plus aride.

## Subdivisions territoriales

### Provinces et communes
| \| Province \| Capitale \| Commune \| Chef-lieu si ≠ de la commune \| Superficie \| Population (2012)[2] \| \| ------------------ \| -------- \| --------------- \| ---------------------------- \| ---------- \| -------------------- \| \| Province de Choapa \| Illapel \| 1 Canela \| \| 2 197 \| 9 182 \| \| Province de Choapa \| Illapel \| 2 Illapel \| \| 2 629 \| 30 598 \| \| Province de Choapa \| Illapel \| 3 Los Vilos \| \| 1 861 \| 18 483 \| \| Province de Choapa \| Illapel \| 4 Salamanca \| \| 3 445 \| 25 671 \| \| Elqui \| Coquimbo \| 5 Andacollo \| \| 310 \| 11 266 \| \| Elqui \| Coquimbo \| 6 Coquimbo \| \| 1 429 \| 202 441 \| \| Elqui \| Coquimbo \| 7 La Higuera \| \| 4 158 \| 4 331 \| \| Elqui \| Coquimbo \| 8 La Serena \| \| 1 893 \| 211 275 \| \| Elqui \| Coquimbo \| 9 Paihuano \| \| 1 495 \| 4 256 \| \| Elqui \| Coquimbo \| 10 Vicuña \| \| 7 610 \| 26 377 \| \| Limarí \| Ovalle \| 11 Combarbalá \| \| 1 896 \| 13 818 \| \| Limarí \| Ovalle \| 12 Monte Patria \| \| 4 366 \| 30 137 \| \| Limarí \| Ovalle \| 13 Ovalle \| \| 3 835 \| 105 252 \| \| Limarí \| Ovalle \| 14 Punitaqui \| \| 1 339 \| 10 418 \| \| Limarí \| Ovalle \| 15 Río Hurtado \| \| 2 117 \| 4 149 \| |          |                 |                              |            |                   |
| Province | Capitale | Commune         | Chef-lieu si ≠ de la commune | Superficie | Population (2012) |
| Province de Choapa | Illapel  | 1 Canela        |                              | 2 197      | 9 182             |
| Province de Choapa | Illapel  | 2 Illapel       |                              | 2 629      | 30 598            |
| Province de Choapa | Illapel  | 3 Los Vilos     |                              | 1 861      | 18 483            |
| Province de Choapa | Illapel  | 4 Salamanca     |                              | 3 445      | 25 671            |
| Elqui | Coquimbo | 5 Andacollo     |                              | 310        | 11 266            |
| Elqui | Coquimbo | 6 Coquimbo      |                              | 1 429      | 202 441           |
| Elqui | Coquimbo | 7 La Higuera    |                              | 4 158      | 4 331             |
| Elqui | Coquimbo | 8 La Serena     |                              | 1 893      | 211 275           |
| Elqui | Coquimbo | 9 Paihuano      |                              | 1 495      | 4 256             |
| Elqui | Coquimbo | 10 Vicuña       |                              | 7 610      | 26 377            |
| Limarí | Ovalle   | 11 Combarbalá   |                              | 1 896      | 13 818            |
| Limarí | Ovalle   | 12 Monte Patria |                              | 4 366      | 30 137            |
| Limarí | Ovalle   | 13 Ovalle       |                              | 3 835      | 105 252           |
| Limarí | Ovalle   | 14 Punitaqui    |                              | 1 339      | 10 418            |
| Limarí | Ovalle   | 15 Río Hurtado  |                              | 2 117      | 4 149             |

### Agglomérations et habitats dispersés
L'administration chilienne subdivise les agglomérations en villes (ciudad) de plus de 5 000 habitants, bourgs (Pueblo) dont la population est comprise entre 1 000 et 5 000 habitants, villages (Aldea) de 300 à 1 000 habitants et hameaux (Caserío)  de 3 à 300 habitants.
| Type agglomération | Nombre | Population totale | Pourcentage total région | Liste des agglomérations                                                                                           |
| ------------------ | ------ | ----------------- | ------------------------ | --- |
| Villes (ciudad)    | 12     | 445 398           | 73,8%                    | La Serena, Coquimbo, Andacollo, Vicuña, Illapel, Los Vilos, Salamanca, Ovalle, Combarbala, Monte Patria, El Palqui |
| Bourgs (Pueblo)    | 14     | 25 524            | 4,2%                     | |
| Villages (Aldea)   | 93     | 52 246            | 8,7%                     | |
| Hameaux (Caserío)  | 465    | 29 429            | 4,9%                     | |
| Habitat dispersé   | 1932   | 50 613            | 8,4%                     | |

## Économie
Le reste de la région, montagneuse, au climat semi-désertique est riche en minerais, le principal étant le fer avec 40 % de la production nationale en 2002, le manganèse représente 41 000 tonnes soit 100 de la production du Chili.
La région possède une capacité d'accueil touristique de 46 000 chambres.
La région IV possède presque 5 000 km de routes dont 90 % sont en goudron ou en ciment.

## Patrimoine naturel et culturel
Cette région est principalement connue pour la ville de La Serena, capitale régionale, qui a su le mieux conserver son architecture coloniale et quelques cocotiers du Chili, palmier emblématique de la région. Cette ville est également un grand centre de villégiature. Chaque été, ce sont des dizaines de milliers de touristes chiliens et étrangers qui viennent profiter de l'infrastructure hôtelière qui, ces dernières années, s'est développée de manière exponentielle.
À quelques kilomètres de La Serena, se trouve la Vallée de l'Elqui. Cette vallée est connue pour deux raisons :
- Le Pisco, qui est la boisson des chiliens. Cette eau-de-vie, est généralement bue accompagnée de boisson gazeuse ou mieux encore de jus de citron, le « Pisco Sour ».
- El Cerro Tololo, qui abrite l'observatoire astronomique du Cerro Tololo. Cette vallée bénéficie d'un climat qui lui permet d'avoir plus de 300 nuits par année sans nuage.

Au sud de Vicuña on trouve 3 télescopes internationaux : Cerro Morado, Cerro Pachon et El Tololo. On peut ajouter à cette liste l'observatoire municipal de Vicuña ouvert aux touristes.

## Culture
C'est également dans cette vallée qu'est née la célèbre poétesse Gabriela Mistral, prix Nobel de littérature. Ses poèmes ont en général comme sujet les enfants. Tout enfant chilien connaît son histoire et ses principaux poèmes.
À quelques kilomètres de Ovalle se trouve la Valle del Encanto où l'on peut admirer des pétroglyphes de la civilisation El Molle datant de 700 av. J.-C.

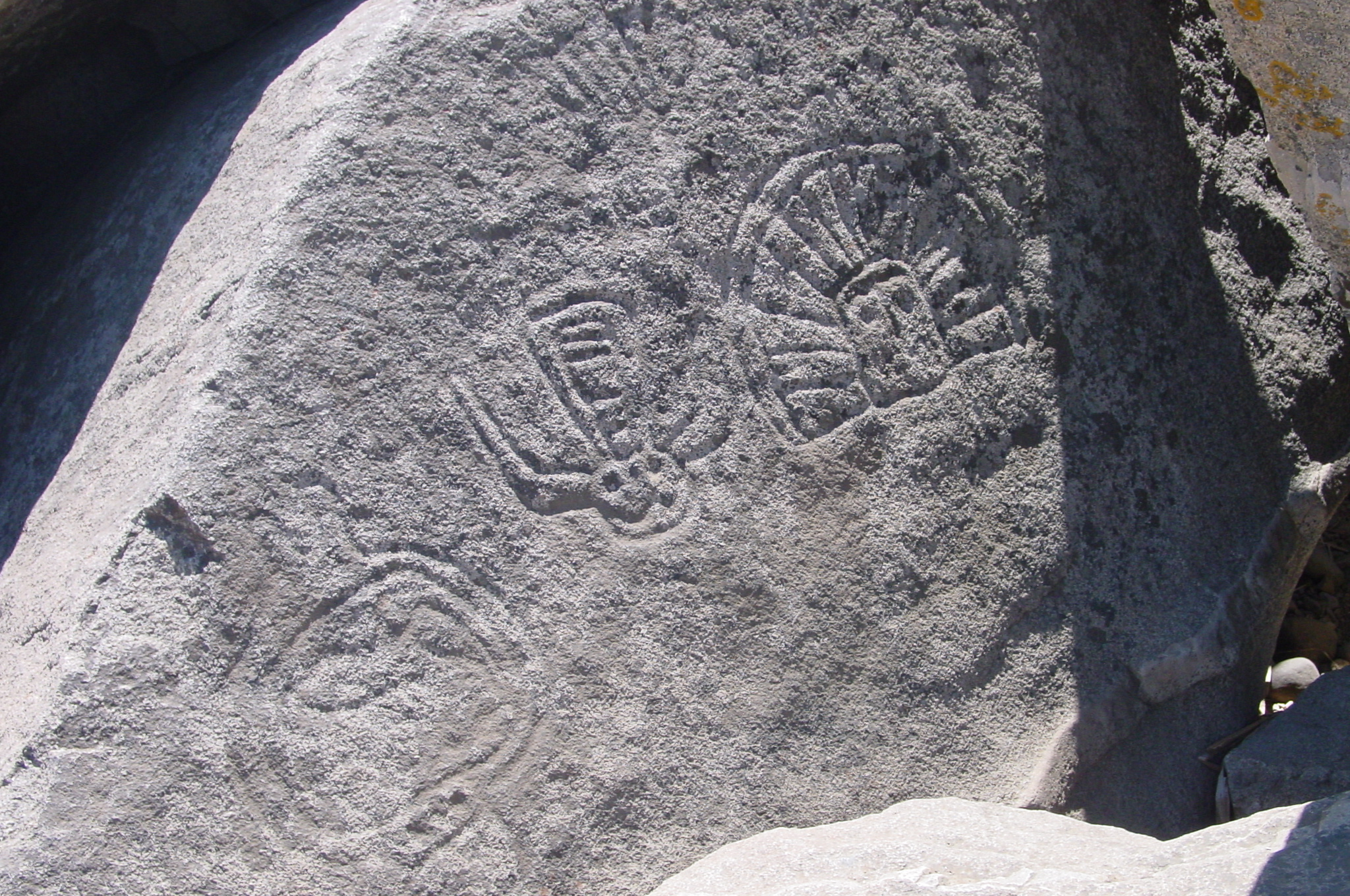
Un pétroglyphe de la Valle del Encanto.

Principal aéroport : La Serena

### Documentation
- Héctor Reyes, « La tierra se mueve : les transformations de la propriété agricole dans une zone aride, la province du Limarí (région de Coquimbo, Chili) (thèse doctorat) », Université d'Orléans, 10 février 2012.